# Andrea De Passeri

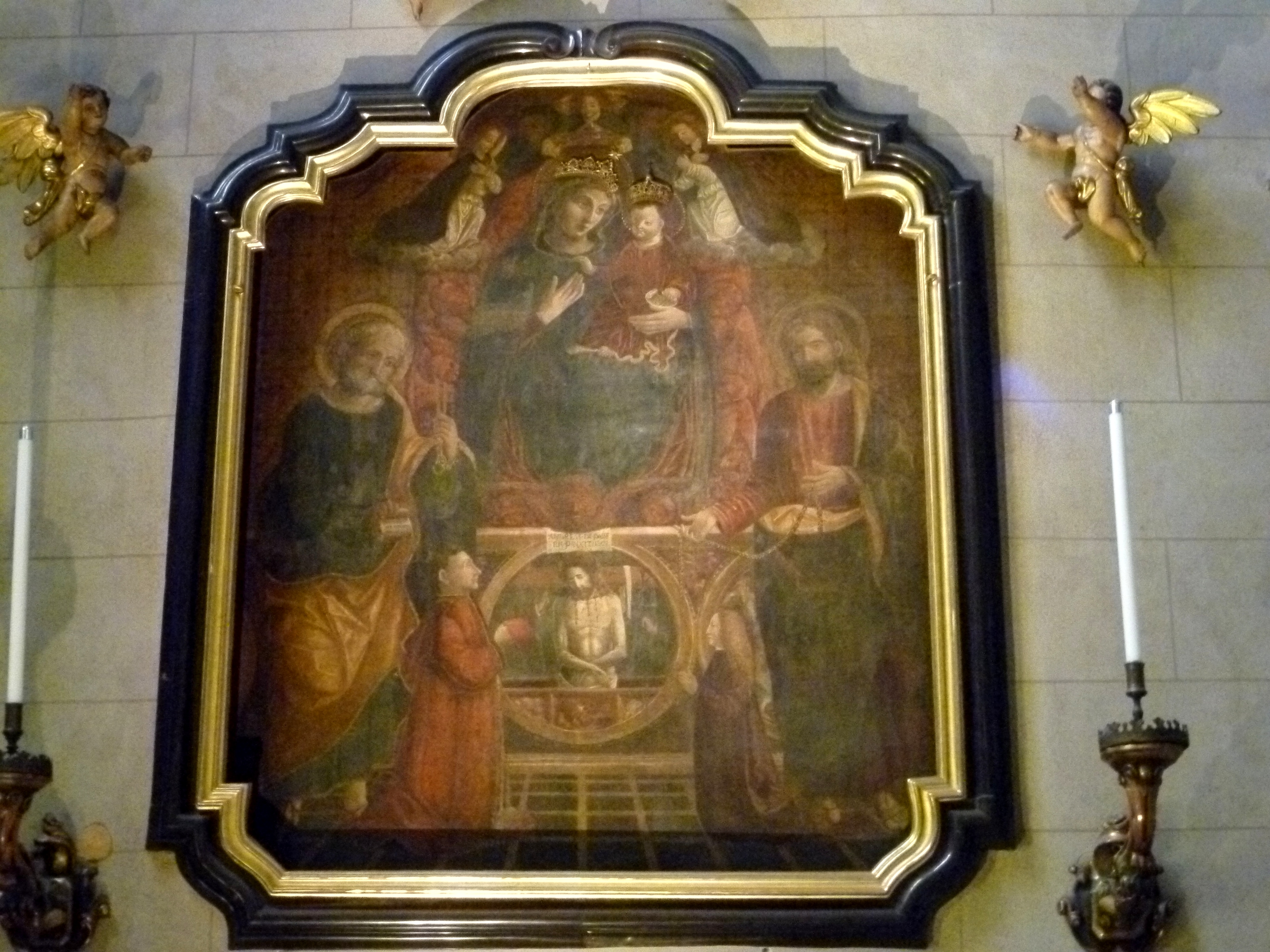
Andrea De Passeri, Madonna delle Grazie, Dom zu Como

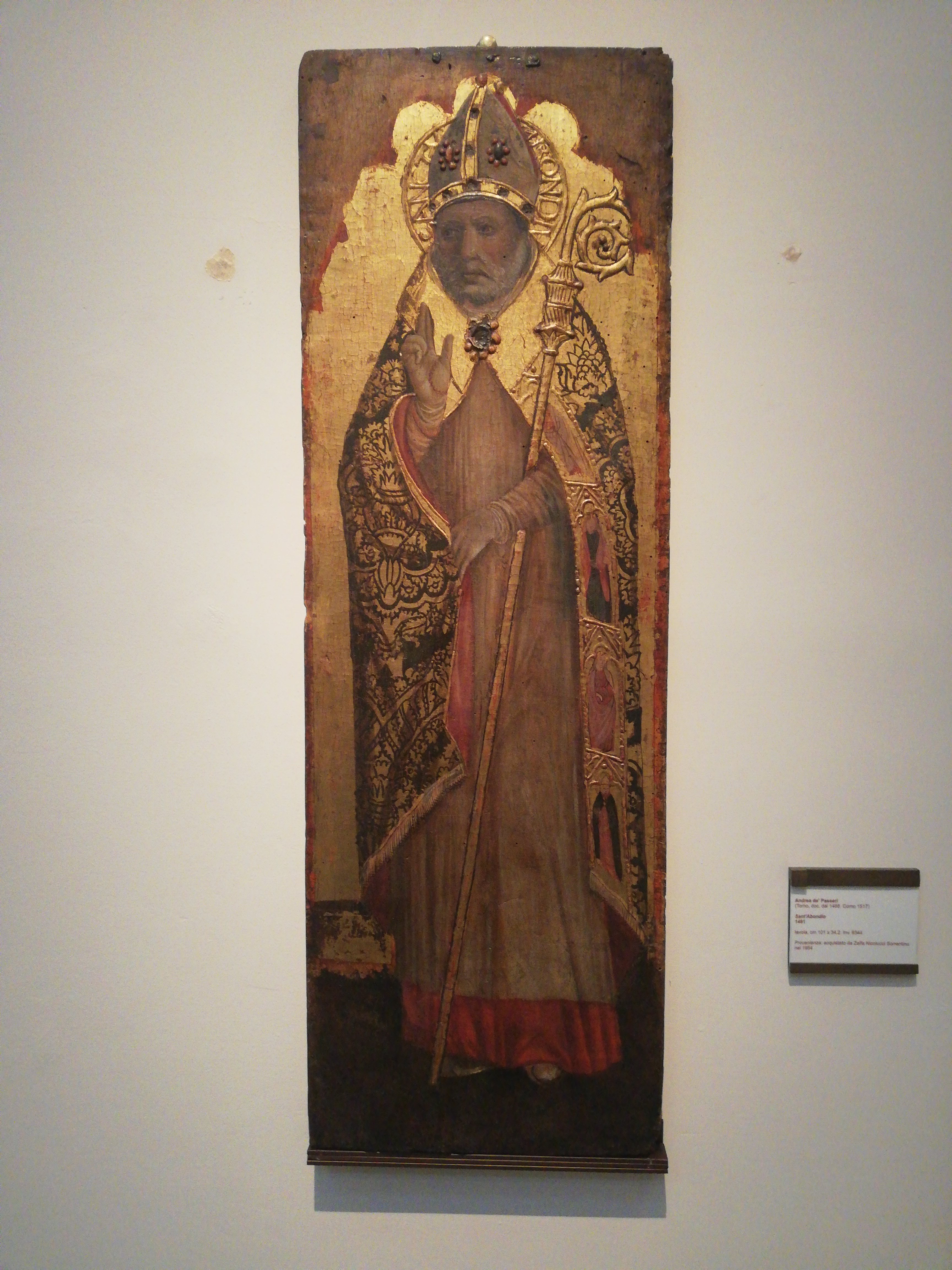
Andrea De Passeri, Sant’Abbondio, Gemäldegalerie von Bologna

Andrea De Passeri (* um 1465 in Torno; † nach 1524 ebenda) war ein italienischer Maler der Renaissance.

## Leben
Wahrscheinlich handelt es sich um jenen „Andrea da Como“, der in Ferrara Schüler von Baldassare Estense war. Sein erstes signiertes Werk ist die Mariä Himmelfahrt für die Kirche Santa Tecla in Torno, signiert und datiert 1488, aufbewahrt in der Pinacoteca di Brera in Mailand. In seinen Werken sind die Bezüge zum Ferrareser Stil und zur figurativen Kultur von Ercole de’ Roberti und Francesco del Cossa bemerkenswert. Zwischen 1487 und 1490 arbeitete er im Dom zu Como und anschließend im Kloster von Brunate, wo er Werke im Stil von Bergognone schuf.
Andere Gemälde wie die Madonna auf dem Thron von 1491, heute im Ashmolean Museum in Oxford, die Madonna der Gnaden von 1501 für den Dom zu Como und ein Freskenzyklus in der Pfarrkirche von Grosio, erlauben es uns, seinen Weg von der ursprünglichen Ausbildung der Ferrarese-Matrix zu einer Aktualisierung auf die fortgeschrittene und innovative Kultur von Bernardo Zenale und Bernardino Butinone zu verfolgen. Lange Zeit galt Andrea als Schöpfer des Polyptychon der Geburt Christi für die Kirche San Giorgio von Grosio. Nachforschungen und Studien haben ergeben, dass der Mailänder Bildhauer Pietro Bussolo für den geschnitzten Teil verantwortlich war, während der Andrea den gemalten Teil ausführte. Werke von Andrea finden sich auch im Santuario della Sassella von Sondrio und in der Lünette des Eingangsportals der Kirche von Sant’Agostino in Como. Für die Kathedrale von Como schuf Andrea auch einige der „Glasfenster“ der Fassade.
Er entwarf mehrere Polyptychen in der Gegend um Como und im Veltlin; wir finden ihn in Grosio, Pianazzola, Zesio, dann wieder in Como in Sant’Orsola, im Dom, in Sant’Agostino und im Ospedale Sant’Anna. Weitere Werke sind in Brienno, Lasnigo und Mudronno bekannt. Das Fresko „Der Kirchenlehrer“ von Grosio in der Kirche von San Giorgio wurde wahrscheinlich in den Jahren 1498–1500 gemalt. Die Kirche stammt aus dem 13. Jahrhundert und wird in einer Urkunde aus dem Jahr 1252 erwähnt. Es befindet sich im historischen Zentrum, in der Nähe eines kleinen Platzes mit einem charakteristischen Brunnen. Das Presbyterium wird von einem Kreuzgewölbe mit Fresken der vier abendländischen Kirchenlehrer Ambrosius, Augustinus, Hieronymus und Gregor dem Großen von Andrea bedeckt, der auch das Fresko von „Christus Pantokrator“ mit den „Symbolen der vier Evangelisten“ im Apsisbecken und das von „Christus mit den 12 Aposteln“ in der Apsis selbst malte.